# Skurups kommun

Skurup kommune (svensk: Skurups Kommun) er en kommune i Skåne län (Skåne) i Sverige.
Kommunen strækker sig fra Romeleåsens sydskråning over Söderslätt ned til sydkysten ved Østersøen. Fra Svaneholmsøen ved Svaneholm Slot udspringer Skiverup Å og fra Næsbyholmsøen udspringer Dybæk Å.

## Byer i kommunen
| # | by       | indbyggertal |
| - | -------- | ------------ |
| 1 | Skurup   | 6.978        |
| 2 | Rydsgård | 1.301        |
| 3 | Skivarp  | 1.252        |
| 4 | Abbekås  | 708          |